# Odečitatelná položka
Odečitatelná položka je částka, o kterou si poplatník může snížit základ daně, pokud splní určité podmínky dané zákonem. Odečitatelné položky se od základu daně odečítají až po vyloučení nezdanitelných částí základu daně (§ 15 zákona o dani z přijmu). Odečitatelné položky jsou upraveny v § 34 zákona o dani z přijmu. Na rozdíl od nezdanitelných částí základu daně, které si mohou uplatnit pouze fyzické osoby (kromě poskytnutí bezúplatného plnění, tedy daru), mohou odečitatelné položky uplatnit jako osoby fyzické, tak i právnické.

## Druhy odečitatelných položek
- Daňová ztráta
- Podpora na výzkum a vývoj
- Podpora na odborné vzdělávání.[1]

## Daňová ztráta
Od základu daně je možné odečíst daňovou ztrátu, nikoli ztrátu účetní, která je vykázána v účetnictví. Daňová ztráta je uvedena pouze v daňovém přiznání. Je to účetní zisk (případně rozdíl mezi příjmy a výdaji) upravený o položky zvyšující a snižující základ daně, dále snížený o nezdanitelné částky základu daně a odečitatelné položky.
Od základu daně můžeme odečíst daňovou ztrátu, která vznikla v minulých zdaňovacích obdobích. Tuto ztrátu je možné odečíst v následujících 5 letech a tento odpočet je zcela na vůli poplatníka, jestli si ztrátu uplatní, v jaké výši a může ji uplatnit v kterémkoli období v rámci těch 5 let.
Pokud poplatník má více daňových ztrát, tak je na něm, kterou ztrátu budu uplatňovat jako první. Ovšem nejlepší je uplatňovat ztráty v posloupnosti v jaké vznikly jelikož každé běží lhůta 5 let, ve které mohou být uplatněny. Odečet daňové ztráty nesmí být vyšší než je základ daně, a neuplatněná část daňové ztráty může být uplatněna v dalších obdobích.	
U fyzických osob může ztráta vzniknout ze dvou činností, a to ze samostatné činnosti a z pronájmu, pokud výdaje přesáhnou příjmy za dané období. O tuto ztrátu se v následujících obdobích odečíst od základu daně, ale nesmí být odečtena od základu daně, který plyne poplatníkovi ze závislé činnosti (paragraf 6 ZDP). 	

## Odpočet na výzkum a vývoj
Odečitatelná položka na výzkum a vývoj může být uplatněna ve výši součtu:
- 100% výdajů vynaložených v období na realizaci projektu výzkumu a vývoje, pokud nepřesahují úhrn výdajů vynaložených v rozhodné době na realizaci projektu výzkumu a vývoje a
- 110% výdajů vynaložených v období na realizaci projektu výzkumu a vývoje, které převyšují úhrn výdaj vynaložených v rozhodné době na realizaci projektu výzkumu a vývoje.[1]

Těmito výdaji jsou výdaje, které poplatník vynaložil při realizaci projektu a mají podobu experimentálních či teoretických prací, projekčních či konstrukčních prací, výpočtů, návrhů technologií, výroby funkčního vzorku či prototypu produktu nebo jeho částí souvisejících s realizací projektu a tyto výdaje musí být zároveň výdaji daňově uznatelnými podle ZDP. 
Zákon také přesně vymezuje, které náklady se nemohou v rámci této odečitatelné položky odečíst. Jsou to náklady, na které byla poskytnuta podpora z veřejných zdrojů, na služby, na nehmotné výsledky výzkumu a vývoje pořízených od jiných osob a licenční poplatky.
Tento odpočet je možné uplatnit po dobu 3 let od zdaňovacího období, ve kterém vznikl. Pokud se poplatníkovi nepodaří během těchto 3 let uplatnit odpočet o tento nárok definitivně přichází.
Aby na projekt mohl být uplatněn odpočet musí být tento projekt zpracován jako písemný dokument před zahájením řešení. Náležitosti tohoto dokumentu jsou stanoveny v zákoně o dani z příjmu v paragrafu 34 odstavci c. Je možné požádat správce daně o posouzení výdajů spojených s tímto projektem, ale tato žádost je spojena se správním poplatkem.

## Odpočet na podporu odborného vzdělávání
Tento odpočet je koncipován jako součet odpočtu na podporu pořízení majetku na odborné vzdělávání a odpočtu na podporu výdajů vynaložených na žáka nebo studenta v rámci odborného vzdělávání. 
Odborným vzděláváním se zde rozumí vzdělávací činnost v rámci praktického vyučování ve středním vzdělávání nebo odborné praxe ve vyšším odborném vydělávání nebo části akreditovaného studijního programu vysoké školy.
Odpočet na podporu pořízení majetku na odborné vzdělávání
Výše tohoto odpočtu je stanovena jako součet:
- 110 % vstupní ceny majetku, jehož je poplatník prvním v vlastníkem, je pořízen pro účely odborného vzdělávání a který je použit pro odborné vydělávání více než 50% doby jeho provozu ve 3 po sobě jdoucích obdobích,
- 50% vstupní ceny majetku, jehož je poplatník prvním vlastníkem, je pořízen pro účely odborného vydělávání a který je použit pro odborné vzdělávání v rozsahu 30 – 50 % doby jeho provozu ve 3 následujících obdobích,
- 110% vstupní ceny majetku u původního vlastníka, který je jeho prvním vlastníkem a majetek je předmětem finančního leasingu, pořizován pro účely odborného vzdělávání a byl použit pro odborné vzdělávání více než 50% doby jeho provozu ve 3 po sobě jdoucích zdaňovacích obdobích,
- 50% vstupní ceny majetku u původního vlastníka, který je jeho prvním vlastníkem a majetek je předmětem finančního leasingu, je pořizován pro účely odborného vzdělání a je použit ve rozsahu 30 - 50 % doby jeho provozu za 3 následující období pro odborné vzdělávání. [2]

Odpočet je možné uplatnit ve zdaňovacím období, ve kterém byl majetek pořízen, ale jeho maximální odpočet je roven součinu částky 5 000 Kč a počtu hodin odborného vzdělávání v daném období. 
Takovýmto majetkem může být hmotný majetek pořízený pro účely odpočtu v 1,2 nebo 3 odpisové skupině, popřípadě software, který je nehmotným majetkem s pořizovací cenou nad 60 000 Kč. 
Výdaje vynaložené na žáka nebo studenta
Odpočet na podporu výdajů vynaložených na žáka, studenta v rámci odborného vzdělávání činí součin 200 Kč a počtu hodin uskutečněných v období na pracovišti v rámci praktického vyučování, odborné praxe a vzdělávací činnosti v rámci části akreditovaného studijního programu vysoké školy. 